# イネス・ゴロチャテギ
イネス・ゴロチャテギ（Ines Gorrochategui, 1973年6月13日 - ）は、アルゼンチン・コルドバ出身の元女子プロテニス選手。1993年の全米オープン女子ダブルスで、南アフリカのアマンダ・クッツァーとペアを組んで準優勝した選手である。自己最高ランキングはシングルス19位、ダブルス9位。WTAツアーでシングルスの優勝はなかったが（準優勝2度）、ダブルスで7勝を挙げた。
ゴロチャテギはおじの手ほどきにより、7歳からテニスを始めた。ジュニア時代は、1991年の全仏オープン女子ジュニア部門でシングルス準優勝・ダブルス優勝がある。同年にプロ入り。2年後の1993年全米オープンで、ゴロチャテギはアマンダ・クッツァーと女子ダブルスのペアを組んだ。その勝ち上がりの過程では、4人の日本人選手たちと対戦した。1回戦では飯田栄＆木戸脇真也組、3回戦は平木理化＆エミー・フレージャー組、準決勝では宮城ナナ＆ヤユク・バスキ組を破って勝ち進んだ。決勝でゴロチャテギとクッツァーはアランチャ・サンチェス・ビカリオ＆ヘレナ・スコバ組に 4-6, 2-6 で敗れ、準優勝に終わった。
イネス・ゴロチャテギは翌1994年の全仏オープンで、4大大会女子シングルスの自己最高成績を出し、ベスト8に勝ち上がった。この大会では、2回戦で沢松奈生子に勝ち、3回戦で第15シードのヘレナ・スコバを破り、4回戦でクロアチアの新星イバ・マヨリを破って勝ち進んだが、初進出の準々決勝でシュテフィ・グラフに 4-6, 1-6 で敗れた。しかし、前年7月のフェデレーションカップで痛めた左膝の故障が悪化し、続くウィンブルドンで3回戦の試合に出場できなくなる。ゴロチャテギは左膝の関節鏡視下手術を受け、1994年のシーズン後半を棒に振った。ようやく1995年3月に復帰し、この年のウィンブルドンで4回戦に進出する。この対戦相手もグラフであった。1996年はアトランタ五輪にアルゼンチン代表選手として出場し、女子シングルスでメアリー・ジョー・フェルナンデス（アメリカ代表）との3回戦まで進んでいる。
競技生活の早い時期に痛めた左膝に加えて、ゴロチャテギのテニス経歴は故障との闘いの連続だった。それでも、現役最後の年となった1999年はフェドカップの「アメリカズ・グループA」でパトリシア・タラビーニとのダブルス戦をこなし、ウィンブルドンで4年ぶりの3回戦に進出している。最後のウィンブルドンでは、当時18歳のアンナ・クルニコワとの試合を 5-7, 1-3 で途中棄権した。ゴロチャテギの現役最後の大会は、1999年全米オープンであった。シングルスは1回戦でナターシャ・ズベレワに敗れ、ダブルスでは6年前の準優勝と同じアマンダ・クッツァーとペアを組んだが、2回戦でビーナスとセリーナのウィリアムズ姉妹組に 7-6, 4-6, 4-6 で競り負けた。ズベレワとウィリアムズ姉妹との戦いを最後に、イネス・ゴロチャテギは26歳で現役を退いた。
ゴロチャテギは現役生活を通じてシュテフィ・グラフとの対戦が多く、5度の対戦はすべて4大大会であった。（1994年全仏オープン準々決勝・1995年全仏オープン1回戦・1995年ウィンブルドン4回戦・1997年全豪オープン3回戦・1999年全仏オープン2回戦）ゴロチャテギとグラフは、1997年の「ドイツ・オープン」でダブルスのペアを組み、1回戦で平木理化とフロレンシア・ラバト（アルゼンチン）の組に敗れたこともあった。